# 金沢雅美
金沢 雅美（かなざわ まさみ、1976年11月18日 - ）は、日本の俳優、ラジオパーソナリティ。

## 人物
1976年11月18日、東京都で日本人の父とシンガポール人の母の間に生まれる。生後間もなく母の祖国のシンガポールに移住し、5歳まで同国で暮らす。日本の小学校に入学後、5年生・10歳の時に子役としてデビュー。18歳の時に劇団「吹きだまり」に入団する。退団後はテレビ東京系ドラマ『警視庁強行犯係　樋口顕』や、関西テレビ放送制作フジテレビ系ドラマ『青のSP―学校内警察・嶋田隆平―』、シンガポールの映画監督エリック・クーによる『家族のレシピ』などに出演。2017年3月に芸能事務所「パシフィックボイス」とマネジメント契約を締結。同年4月より、清掃用品メーカー「リンレイ」のCMのナビゲーターを担当し、同社が提供するラジオ番組のパーソナリティも務める。2024年9月には芸能事務所「ケイロックス」と俳優業務提携を締結した。
趣味は旅行、掃除、着物鑑賞、タロットカード。東南アジアでのバックパッカーの経験があり、言語は日本語のほか海南語、英語、シングリッシュを得意とする。

## 出演

### ラジオ
- 『リンレイプレゼンツ 金沢雅美のちょっと寄ってかない？』（文化放送、2017年4月3日[5] - 2017年9月25日[6]）
- 『SOMEWHERE IN ASIA』（J-WAVE、2017年10月7日 - 2019年3月30日）[7]
- 『MUSIX ASIA』（J-WAVE、2019年4月6日 - 2023年4月1日）[8]
- 『ASIAN SOUNDSCAPE』（J-WAVE、2023年4月8日 - 2023年9月30日）[9]
- 『三丁目バス停前の珈琲店 〜金沢雅美と家族のかたち〜』（TBSラジオ、2023年4月1日[10] - 放送中）[注釈 2]
- 『The living path of Music』（InterFM897、2024年4月1日[12] - 放送中）

### 映画
- 『家族のレシピ（原題 Ramen Teh）』（2017年製作、シンガポール、日本、フランス合作）[3]
- 『箒』（2018年製作、日本）[13]

### テレビドラマ
- 『ヤバい検事 矢場健〜ヤバケンの暴走捜査〜』（フジテレビジョン、2012年 - 2014年）[1]
- 『大岡越前 5』（NHK BSプレミアム 2019年）[1]
- 『Re:フォロワー』（朝日放送テレビ、2019年 ゲスト出演）[14]
- 『誉田哲也サスペンス ドンナビアンカ〜刑事 魚住久江〜』（テレビ東京、2020年10月5日）[15]
- 『青のSP―学校内警察・嶋田隆平―』（関西テレビ放送、2021年1月12日～3月16日）[16]
- 『教祖のムスメ』（毎日放送、2022年）[17]
- 『ダ・カーポしませんか? 第4話』（テレビ東京、2023年2月6日 ゲスト出演）[18]
- 令和サスペンス劇場『旅人検視官 道場修作 愛知県 蒲郡・西浦温泉殺人事件』（BS日テレ、2024年4月14日）[14]

### 舞台
- 『ある女』（2015年 脚本・出演）[19]
- 劇メシ BetsuBara『ハイイロキツネは二度遠吠う』（2019年）[20]
- 『キレイをつなぐ物語』（2025年公演予定）[21]

### CM
- リンレイ（2017年 - ）